# Bubo

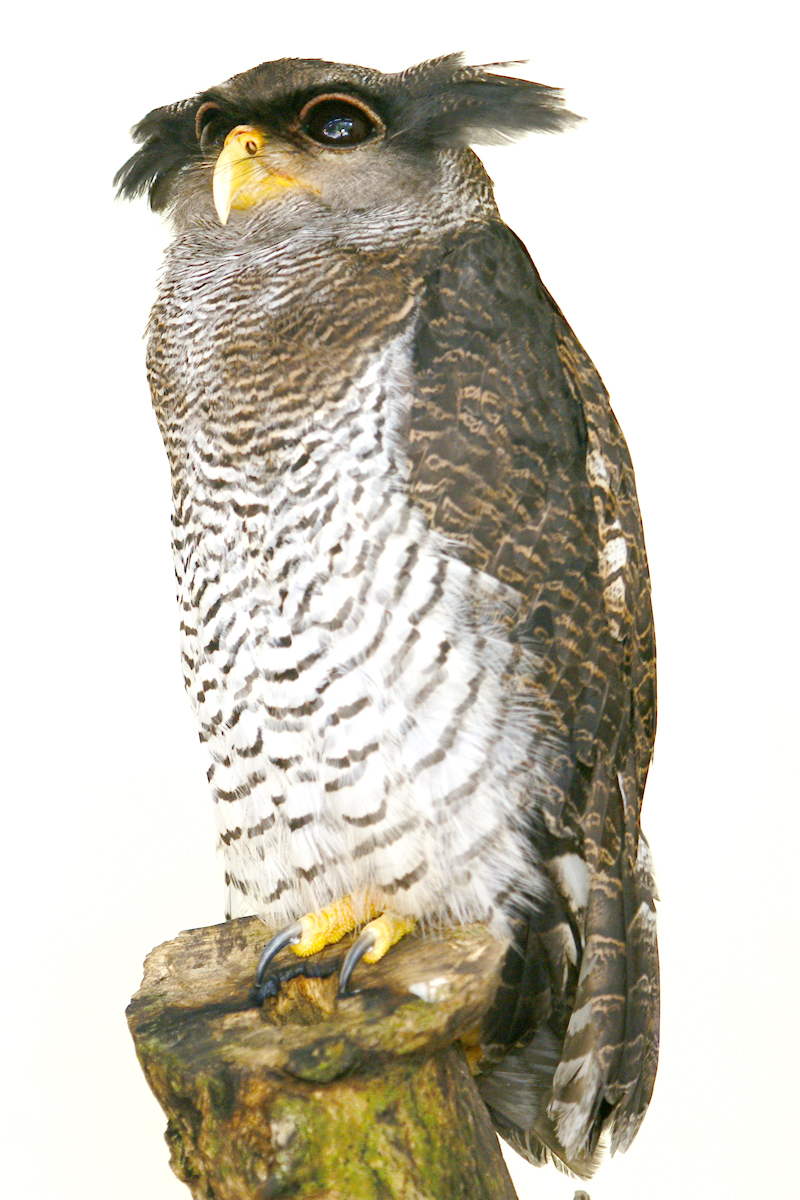
Pamatos uhu (Bubo sumatranus)

A Bubo a madarak osztályának bagolyalakúak (Strigiformes) rendjébe és a bagolyfélék (Strigidae) családjába tartozó nem.

## Rendszerezésük
A nemet Carl von Linné svéd természettudós írta le 1758-ban, az alábbi fajok tartoznak ide:
- amerikai uhu (Bubo virginianus)
- Magellán-uhu (Bubo magellanicus)[2]
- uhu (Bubo bubo)
- bengál uhu (Bubo bengalensis)
- sivatagi uhu (Bubo ascalaphus)
- fokföldi uhu (Bubo capensis)
- afrikai uhu (Bubo africanus)
- Fraser-uhu (Bubo poensis[2] vagy Ketupa poensis)[1]
- usambarai uhu (Bubo vosseleri[2] vagy Ketupa vosseleri)[1]
- foltoshasú uhu (Bubo nipalensis[2] vagy Ketupa nipalensis)[1]
- pamatos uhu (Bubo sumatranus[2] vagy Ketupa sumatrana)[1]
- Shelley-uhu (Bubo shelleyi[2] vagy Nyctaetus shelleyi)[1]
- Verreaux-uhu vagy tejuhu (Bubo lacteus[2] vagy Nyctaetus lacteus)[1]
- Koromandel-uhu (Bubo coromandus)
- Akun-uhu (Bubo leucostictus)
- Fülöp-szigeteki uhu (Bubo philippensis[2] vagy Ketupa philippensis)[1]
- száhel-uhu (Bubo cinerascens)
- hóbagoly (Bubo scandiacus) vagy Nyctea scandiaca)
- óriás-halászbagoly (Bubo blakistoni[2] vagy Ketupa blakistoni)[1]